# Le Ruisseau du Puits-Noir
Le Ruisseau du Puits-Noir est un tableau du peintre français Gustave Courbet conservé au musée des Augustins de Toulouse. Davantage connu pour ses grandes compositions réalistes qui ont suscité de vives réactions de la part des critiques de l’époque, et pour son engagement politique dans les événements de la Commune, Courbet fut pourtant avant tout un peintre de paysages puisqu’ils représentent près des deux tiers de sa production. Le Ruisseau du Puits noir s’inscrit dans l’importante série consacrée à la représentation de la région d’origine du peintre : la Franche-Comté.

## Historique de l'œuvre
Le tableau a été donné au musée des Augustins par Henri Béraldi en 1912. Il a été enregistré dans le cahier d’inventaire du musée sous le numéro RO 662. Dans une lettre accompagnant son don, monsieur Béraldi précise que le tableau a été acheté par son beau-père en 1871 après la Commune.
Dans un premier temps, le tableau a été exposé dans la grande galerie du musée à droite de l’entrée sous le titre « Paysage : le puits noir ». Actuellement on peut l’admirer dans le Salon rouge où sont présentées les peintures des XIXe et début du XXe siècle.

## Description

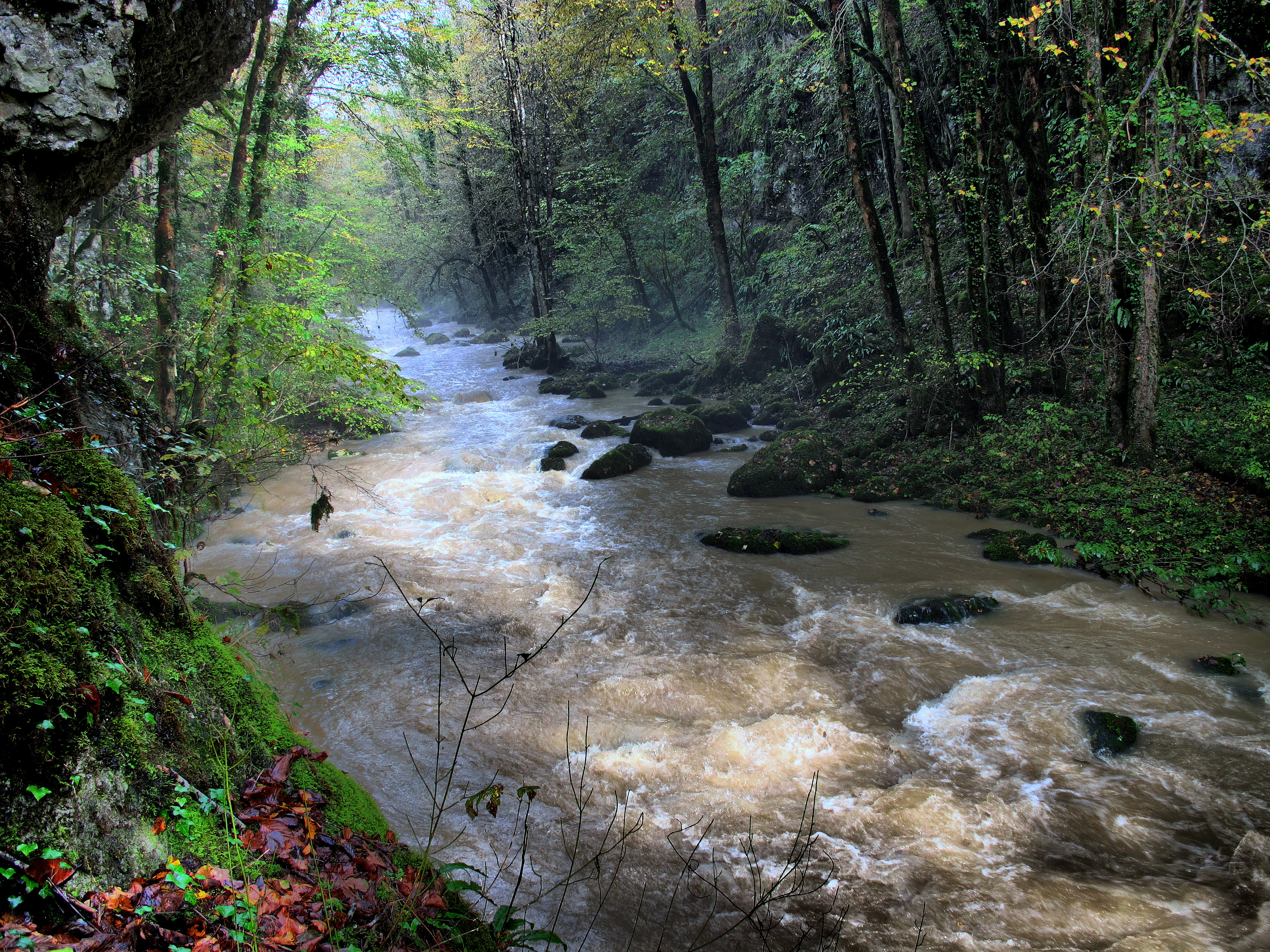
Photo du ravin Noir prise le 21/10/2013.

Le tableau représente le Puits-Noir, nom d’un site  proche d’Ornans dans le Doubs où coule dans une cavité sombre et étroite le ruisseau de la Brême au milieu d’une végétation dense. Au premier plan  figure la Brême, surplombée d’une falaise imposante occupant la grande majorité de l’espace, laissant peu de place à la représentation du ciel dans l’angle gauche.

## Contexte
Le tableau a été réalisé au cours d'une période faste pour Courbet, entre les années 1856 et 1870. En effet, malgré plusieurs scandales provoqués par certaines de ses toiles, il expose régulièrement au Salon et réunit autour de lui un cercle d’amateurs et de défenseurs qui assurent sa reconnaissance. Depuis la présentation du Ruisseau du Puits-Noir, vallée de la Loue[Lequel ?] (actuellement exposé à la National Gallery of Art de Washington) à l’exposition universelle de 1855, ses peintures de paysages rencontrent un réel succès. Succès renforcé par l’achat officiel du Ruisseau couvert[Lequel ?] (musée d’Orsay) par le comte de Nieuwerkerke, surintendant des Beaux-arts au service de Napoléon III.

## Analyse

### Choix du sujet
Courbet aimait représenter les paysages de campagne de sa terre natale dans les environnements d’Ornans dans le Doubs, loin du tumulte de la vie parisienne. Ce tableau fait partie d’une série de plus de quinze représentations du site du Puits-Noir parmi lesquelles on peut citer outre celle du musée d’Orsay, la version de la National Gallery of art de Washington, celles du Kunsthistorisches museum de Vienne, du musée Fabre de Montpellier, du musée d'art de Baltimore, de l’Art Institute of Chicago, du Rijksmuseum et du musée des beaux-arts de Besançon.

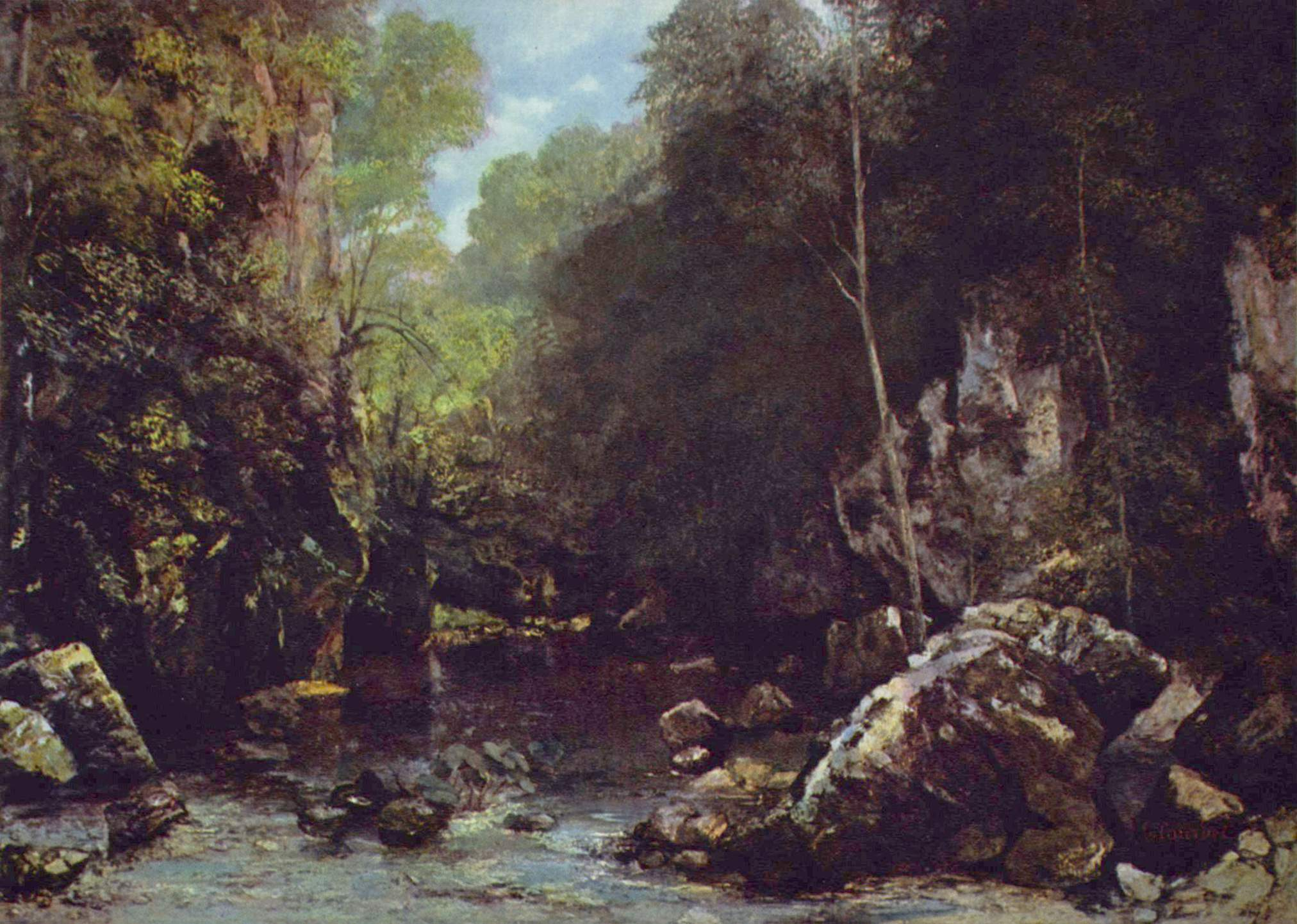
Gustave Courbet, Le Ruisseau couvert (Le Puits-Noir) (1865), musée d’Orsay, Paris

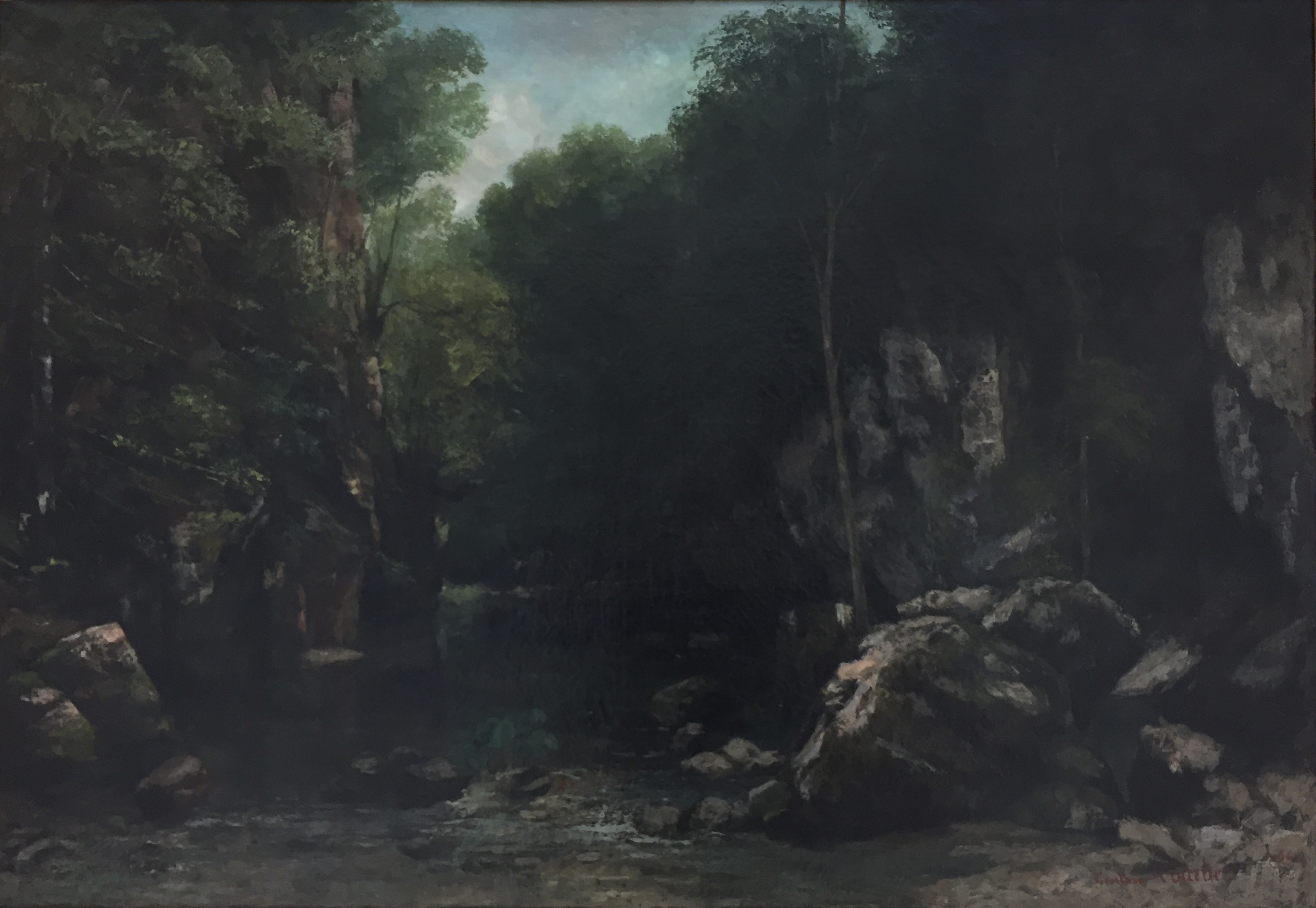
Gustave Courbet, Solitude ou le ruisseau couvert (1866), musée Fabre, Montpellier

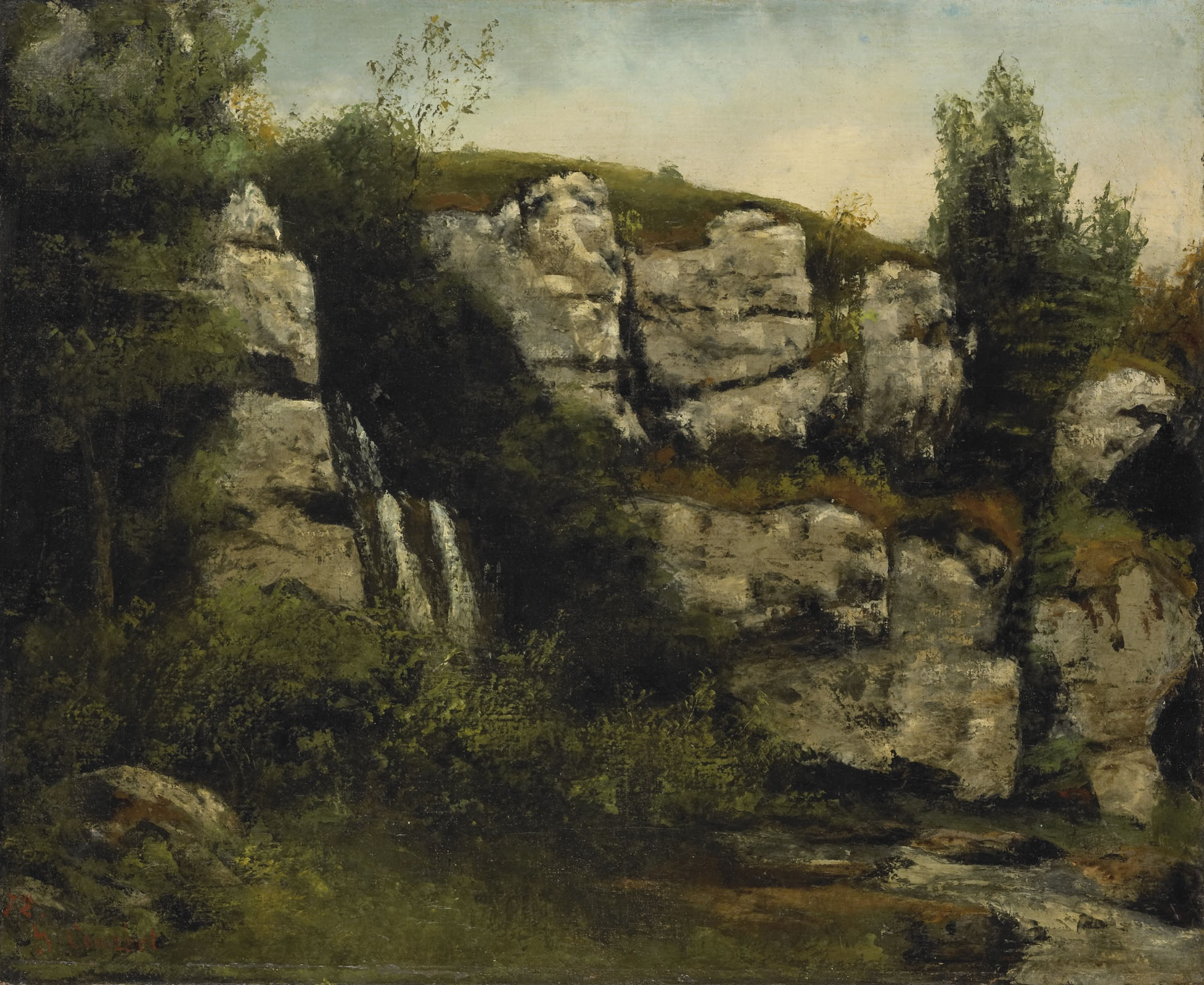
Gustave Courbet, Paysage avec rochers et chute d'eau (1872), Rijksmuseum Amsterdam

### Réalisation de l’œuvre
Courbet peignait ses paysages en partie sur le motif accompagné de son âne Gérôme qui transportait son matériel.
La palette du peintre est réduite à des nuances de verts et de gris appliqués directement au couteau à palette et à la brosse en touches épaisses sur une préparation sombre. La matière dense et superposée opacifie les couleurs et traduit la compacité de la falaise et de la végétation luxuriante. Le tableau est signé en bas à droite en rouge « G. Courbet ». En septembre 1969 le tableau a subi une restauration par M. Maréchal : rentoilage, changement de châssis, décrassage, vernissage.

### Composition
Pour rendre la réalité et la structure du site, Courbet a révolutionné les conventions de composition de la peinture de paysage. Il abandonne le principe illusionniste de ses maîtres et des peintres de l'École de Barbizon dont il est proche, pour rendre sa perception de la géographie intime du lieu. L’horizon est bouché par la masse frontale de la falaise et la densité de la végétation. L’opacité centrale du tableau attire le spectateur tout en faisant écran à son regard n’offrant aucune profondeur de champ. La lumière peine à s'infiltrer à travers la compacité des éléments composant le tableau.

### Esthétique
Si Courbet est officiellement reconnu comme le père du réalisme et que ses peintures de paysages témoignent d’une observation scrupuleuse de la nature, il exprime également son désir de représenter la communion avec les éléments naturels, héritage  romantique de son maître Antoine-Jean Gros.

### Choix de représentation
Courbet aimait représenter les particularités géologiques du Doubs ses cours d’eau, grottes, cavités, puits etc . Selon Pierre Georgel : «Le site [du Puits-Noir] exerçait sur Courbet un attrait irraisonné. Lui rappelait-il l’espace aveugle et confiné de la matrice, qu’il semble obscurément associer au pays natal ? ». Au-delà du paysage, Courbet aurait exprimé sa relation intime avec les éléments de sa région d’origine, un retour au sources au sein d’une nature protectrice et maternelle. La sexualité diffuse de ses paysages fait écho à ses nus et le rapprochement de la nature originelle et secrète du corps féminin hante le monde de Courbet. Ainsi la structure et la composition de L’Origine du monde, réalisé en 1866 et donc contemporain de cette série de tableaux, évoquent celles des paysages secrets et solitaires de l'artiste.

## Réception
Courbet a divisé les critiques de son époque. S’il a été la source de nombreux scandales, ses paysages ont rencontré succès et renommée.

## Postérité
Sa perception sensible de la nature a ouvert la voie aux impressionnistes et son renouvellement du genre du paysage a fortement influencé Manet et  Cézanne qui a écrit à propos de Courbet : « Son grand apport, c'est l'entrée lyrique de la nature, de l'odeur des feuilles mouillées, des parois moussues de la forêt, dans la peinture du dix-neuvième siècle ».
Il apporte une nouvelle conception du paysage, il en transgresse les règles académiques et revendique la nécessité d'une relation intime avec le sujet pour rendre son authenticité : « L'art est indigène ou il n'est pas […] Il tient du sol, du climat, de la race - ou il est sans caractère. »